# 捷克利夫卡 (奧夫魯奇區)
51°26′40″N 28°31′50″E / 51.44444°N 28.53056°E
捷克利夫卡（烏克蘭語：Теклівка），是烏克蘭北部的村莊，隸屬日托米爾州的科羅斯滕區。該村面積0.68平方公里，海拔高度170米，2001年人口50，人口密度每平方公里73.21人。